# کلاته جوین
کلاته جوین، روستایی از توابع بخش چاپشلو شهرستان درگز در استان خراسان رضوی ایران واقع در ۷۰کیلوتری شهرستان درگز                                                                               پرازمناطق ومنظرهای زیبا دره های دیدنی کوهای مرتفع که به زیبایهای روستا افزوده

## جمعیت ۱۱۰
این روستا در دهستان میانکوه قرار دارد و براساس سرشماری مرکز آمار ایران در سال۱۴۰۱، جمعیت آن ۱۰۷ نفر (۳۰خانوار) بوده‌است.
شورای این روستا موسی چوپانزاده 